# Ogata Kōrin

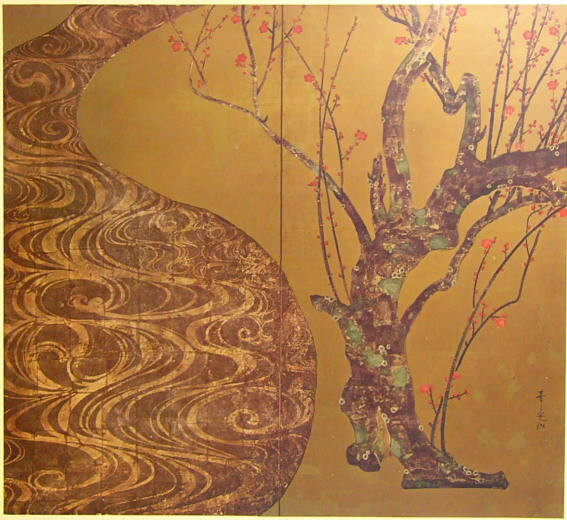
Dettaglio del paravento Pruni rossi e bianchi di Ogata Kōrin.

Ogata Kōrin (尾形 光琳?; 1658 – 20 luglio 1716) è stato un pittore e artigiano giapponese considerato come uno degli artisti più importanti della scuola Rinpa.

## Biografia

### Primi anni
Kōrin nacque a Kyoto, figlio di un benestante mercante con un particolare gusto per le arti, che permise al figlio di conseguire un'istruzione perlomeno elementare. Studiò presso Yamamoto Sōken, la scuola Kanō, Tsunenobu e Sumiyoshi Gukei e fu significativamente influenzato dai predecessori Hon'ami Kōetsu e Tawaraya Sōtatsu.

### Carriera
Kōrin si distaccò dalla precedente tradizione e sviluppò un originale e distintivo stile proprio, sia nella pittura che nella decorazione in lacca. Caratteristico del suo stile è un impressionismo audace, che si esprime in poche e semplici forme altamente idealizzate, con un disprezzo per il naturalismo e per le convenzioni. Nella lacca, l'uso di Kōrin dei metalli bianchi e della madreperla è notevole, sebbene in questo abbia seguito Hon'ami Kōetsu. Mentre era in vita, l'artista era particolarmente noto per i suoi byōbu (paraventi), alcuni dei quali in foglia oro: fra questi, i più famosi sono Onde a Matsushima, attualmente conservato al Museum of Fine Arts di Boston e raffigurante la Baia di Matsushima, e Iris al Museo Nezu di Tokyo, che è considerato il capolavoro di Kōrin ed è incluso nella lista dei Tesori nazionali del Giappone.

Paravento Iris di Ogata Kōrin.

### Eredità
Kōrin morì all'età di 59 anni. I suoi principali allievi furono Tatebayashi Kagei e Watanabe Shiko, ma la conoscenza e la valorizzazione del suo lavoro sono in gran parte merito degli sforzi di Sakai Hōitsu, che riportò in auge lo stile di Kōrin.
La scuola Rinpa prende il nome da Kōrin, unendo l'ultimo ideogramma del suo nome 琳 (rin, "gioiello") con 派 (ha, "scuola di pensiero").